# Wilsonianisme
Wilsonianisme eller Wilsonske idealisme beskriver en bestemt type udenrigspolitisk. Udtrykket kommer fra præsident Woodrow Wilsons (1913-1921) ideer og forslag. Han udstedte sine berømte 14. punkter i januar 1918 som grundlag for at afslutte 1. verdenskrig og fremme verdensfreden. Han var en førende fortaler for Folkeforbundet , som skulle afstedkomme, at det internationale samfund fremover var i stand til at undgå krige og afslutte fjendtlig aggression. Wilsonianisme er en form for liberal internationalisme.

## Principper
Fælles principper, der ofte er forbundet med "wilsonianisme" inkluderer:
- Vægt på folks selvbestemmelse;[2][3] og fortaler for udbredelsen af demokrati.[4] I følge Anne-Marie Slaughter forventede og håbede Wilson, "at demokrati ville blive resultatet af selvbestemmelse, men han søgte aldrig at udbrede demokrati direkte."[5] Slaughter påpeger på samme måde, at Wilsons vision i forhold til Folkeforbund på samme måde havde til formål at fremme demokrati ved at tjene som "en høj mur for hvilken nationer" (især små nationer) "kunne stå bag mens de udøvede deres ret til selvbestemmelse". Men samtidig påpeger Slaughter, at Wilson ikke forestillede sig, at USA ville gribe ind for at "styre" eller "forme" demokratier i fremmede nationer.[5]
- Fortaler for udbredelsen af kapitalismen.[6]
- Støtte til kollektiv sikkerhed og derved (i hvert fald delvist) modstand mod amerikansk isolationisme.[7]
- Støtte til multilateralisme gennem kollektive diskussion og samarbejde blandt nationer.[5]
- Støtte til åbent diplomati og modstand mod hemmelige traktater.[7][8]
- Støtte til frihandel, frihed til sejlads og frihed til havene.[7][9]

Historikeren Joan Hoff skriver: "Hvad er 'normal' Wilsonianisme er fortsat omstridt i dag. For nogle er det 'inspirerende liberal internationalisme' baseret på tilslutning til selvbestemmelse; for andre er Wilsonianisme eksemplet på humanitær intervention over hele verden, hvilket gør USA's udenrigspolitik til et eksempel på nøje defineret og begrænset magtanvendelse." Amos Perlmutter definerede Wilsonianisme som bestående af "liberal internationalisme, selvbestemmelse, ikke-intervenerende, humanitær intervention" orienteret om at støtte kollektiv sikkerhed, åbent diplomati, kapitalisme, amerikansk exceptionalisme, frie og åbne grænser og i kontrast til revolution.
Ifølge University of Chicagos politiske teoretiker Adom Getachew var Wilsons version om selvbestemmelse en idé, som var hente fra andre historiske personer og præget af tvetydighed. Wilsons version om selvbestemmelse redefinerede i effekt ordet betydning "som et princip, der var racemæssigt differentieret og derved fuldt ud foreneligt med imperialistisk styre."

## Det Wilsonske Øjeblik
Den 'Wilsonske Øjeblik' var en tid, som efterfulgte 1. verdenskrig. Her var der mange i den koloniserede verden (de vestlige europæiske lande), som håbede, at tiden var kommet til en verdensorden, der lignede den fra førkrigstiden: en verdensorden, der satte de vestlige magter i toppen og marginaliserede størstedelen af den resterende af verden. Historikeren Erez Manela har studeret det Wilsonske Øjeblik nøje og produceret flere studier om emnet, heriblandt casestudier om det Wilsonske Øjeblik i Egypten, Korea, Kina og Indien. Hans formål med studierne er at adressere det faktum, at betydningen af Wilsonianisme i Asien og Afrika havde fået lidt opmærksomhed af forskere. Reaktionen i den koloniserede verden var stor set forendelig med Woodrow Wilsons "14 punkter"-tale den 8. januar 1918, hvor Wilson gik ind for dannelsen af en "generel sammenslutning af nationer" med det formål "at give gensidige garantier om politisk uafhængighed og territorial integritet for både store og små stater". Wilson påpegede i en efterfølgende tale til kongressen den 8. februar 1918, at i efterkrigstidens fredsforhandlinger skulle 'nationers aspirationer respekteres', og folk kunne kun reageret gennem 'deres eget samtykke'. Selvbestemmelse var "ikke blot en sætning", men et "imperativt handlingsprincip".
Wilsons ord afstedkom en atmosfære af optimisme og håb blandt marginaliserede folk i alle verdenshjørner. Erez Manela hævder, at i december 1918, kort før fredskonferencen i Paris, var Wilson "en mand af næsten transcendent betydning". Wilsons retorik havde bestemt en indflydelse i asiatiske nationer, herunder Indien, hvor han blev hyldet som en "Moderne Apostle for Frihed" af den indiske journalist Ganesh. I Kina blev præsident Wilsons ord ligeledes betragtet som en afgørende mulighed for at forbedre Kinas situation nationalt og internationalt. Ifølge Manela havde mange i Asien troen på, at Wilson kunne og havde til hensigt at danne en ny international orden, der mindskede kløften mellem "Østen" og "Vesten". På samme måde afstedkom Wilsons princip om selvbestemmelse, at man i Egypten fik et fornyet håb om, at man kunne blive befriet fra britisk kontrol og ville få mulighed for at regere sig selv. Sarah Claire Dunstans forskning indikerer også, at Wilsons retorik havde en indvirkning på marginaliserede grupper i USA, såsom afroamerikanere. Medlemmer af marginaliserede grupper i USA, såsom det afroamerikanske samfund, var på samme måde som folk i koloniserede lande entusiastiske, og nogle følte, at der var opstået en unik mulighed for at fremme deres egen sag i forhold til selvbestemmelse.
Alle de håb om selvbestemmelse, som Wilson havde fortalt, ville dog efterfølgende blive knust i forbindelse med Versailles-traktaten underskrivelse den 28. juni 1919. Versailles-traktaten nedlagde ikke kolonisystemet, og meget af den koloniale verden blev derfor efterladt i desillusion. Manela påpeger, at dette førte til voldelige protestbevægelser i forskellige marginaliserede nationer, herunder 1919-revolutionen i Egypten, 4. maj-protesten i Kina, Gandhis passive modstandsbevægelse i Indien og March First-bevægelsen i Korea.

## Yderligere læsning
- Ambrosius, Lloyd E. Wilsonianism: Woodrow Wilson and His Legacy in American Foreign Relations (Palgrave Macmillan, 2002).
- Ikenberry, G. John, Thomas J. Knock, Anne-Marie Slaughter & Tony Smith. The Crisis of American Foreign Policy: Wilsonianism in the 21st Century ( Princeton University Press, 2009).
- Layne, Christopher . The Peace of Illusions: American Grand Strategy from 1940 to the Present (Cornell Studies in Security Affairs) ( Cornell University Press, 2000).
- Smith, Tony. Why Wilson Matters: The Origin of American Liberal Internationalism and Its Crisis Today (2019) uddrag
- Throntveit, Trygve. Power without Victory: Woodrow Wilson and the American Internationalist Experiment (2017)